# Мансурийе
Мансурийе (перс. منصوريه‎) — небольшой город на юго-западе Ирана, в провинции Хузестан. Входит в состав шахрестана Бехбехан.
На 2006 год население составляло 5 226 человек.
Альтернативные названия: Маншурийе (Manşūrīyeh), Мансурабад (Mansurabad).

## География
Город находится на юго-востоке Хузестана, в предгорьях западного Загроса, на высоте 334 метров над уровнем моря.
Мансурийе расположен на расстоянии приблизительно 160 километров к юго-востоку от Ахваза, административного центра провинции и на расстоянии 550 километров к юго-западу от Тегерана, столицы страны.